# Japanagromyza incisa
Japanagromyza incisa är en tvåvingeart som beskrevs av Mitsuhiro Sasakawa 1966. Japanagromyza incisa ingår i släktet Japanagromyza och familjen minerarflugor.
Artens utbredningsområde är Thailand. Inga underarter finns listade i Catalogue of Life.